# ولاية فارغاس
ولاية فَرغاس أو (نقحرة: فارغاس) هي إحدى الولايات الـ 23 في فنزويلا. سميت فَرغاس على اسم أول رئيس غير عسكري في فنزويلا، خوسيه ماريا فَرغاس، وتتألف من منطقة ساحلية في شمال فنزويلا، على الحدود مع أراغوا إلى الغرب، وميراندا في الشرق، والبحر الكاريبي إلى الشمال، ومقاطعة العاصمة إلى الجنوب. وهي موطن أكبر ميناء بحري ومطار في البلد. وفي عام 1999، عانى المركز الجغرافي لولاية فَرغاس من الفيضانات والانهيارات الأرضية الكبرى، المعروفة باسم مأساة فَرغاس، التي أدت إلى خسائر كبيرة في الأرواح والممتلكات، مما أدى إلى نزوح السكان قسرا، بما في ذلك الاختفاء الفعلي لبعض البلدات الصغيرة. ومات آلاف آخرون، وفرَّ كثيرون آخرون من المنطقة إلى ولايات أخرى.

## أعلام
- أنخيل إسكوبار